# 目黑雅敘園

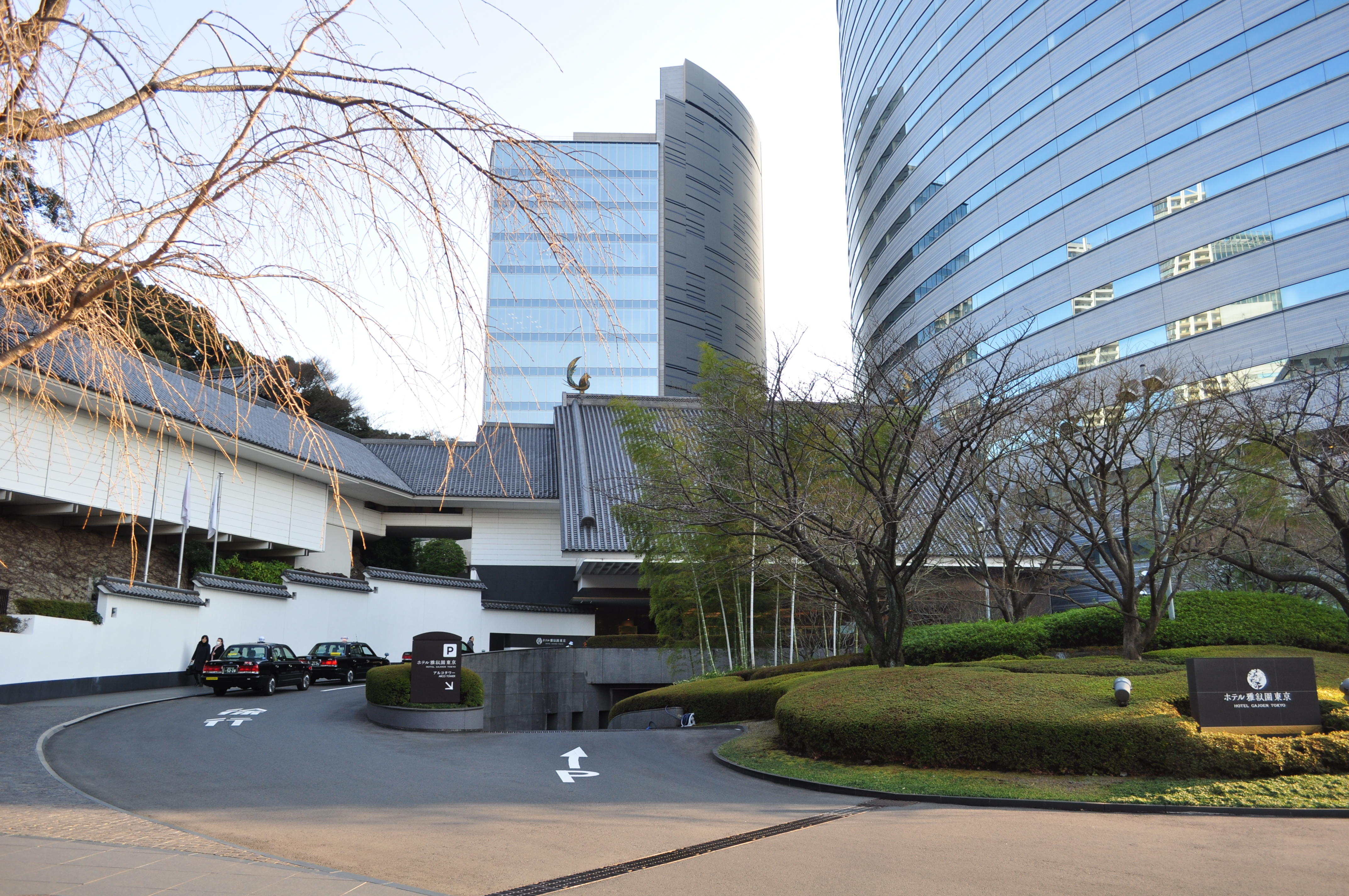

目黑雅敘園（日语：目黒雅叙園，めぐろがじょえん）是位於日本東京都目黑區的一座綜合設施，包含了結婚式場、酒店、餐廳，由株式會社目黑雅叙園（K.K. Meguro Gajoen）運營。該酒店據傳是中餐轉盤的發明者。
2014年8月，日本森信託向美國私募基金龍星基金買下目黑雅敘園。2015年1月，中國主權基金中國投資有限責任公司與美國不動産基金領盛投資管理聯手，以1400多億日元的價格購入。2022年，中國投資求售，加拿大投資基金布魯克菲爾德資產管理取得優先談判權。

## 外部連結
- 目黒雅叙園公式ウェブサイト （页面存档备份，存于）
- 東京・雅叙園エハガキ （页面存档备份，存于）東京都立図書館所蔵